# 7,7-cm-Versuchsfeldkanone L/35
Die 7,7-cm-Versuchsfeldkanone L/35, kurz 7,7-cm-Versuchs-F.K. L/35 war eine Versuchs-Feldkanone des deutschen Kaiserreichs und wurde im Ersten Weltkrieg eingesetzt.

## Entwicklung
Rheinmetall und die Friedrich Krupp AG versuchten schnellstmöglich neue Feldkanonen herzustellen, welche in der Schussweite und Mündungsgeschwindigkeit gegenüber den alten Geschützen gesteigert wurden. Mit dem Kaliber von 7,7 cm begannen beide Firmen Versuche, aber nur Rheinmetall konnte kurze Zeit später die 7,7-cm-Versuchsfeldkanone L/35 M. I (Rh) vorstellen. Hierbei entstanden kein komplett neues Geschütz, stattdessen versuchte man vorhandenes Material zu nutzen und begann mit Verbesserungen und Optimierungen. Dabei nahm man keine Rücksicht auf das Gewicht, sondern setzte den Fokus auf die Leistung. Vier Versuchsfeldkanone wurden von Rheinmetall hergestellt.
Krupp gelang es erst 1918 vier Geschütze herzustellen und im Frühjahr 1918 mit der Bezeichnung 7,7-cm-Versuchsfeldkanone L/35 (Kp) an die Front zur Erprobung zu liefern.

## Technische Beschreibung

### 7,7-cm-Versuchsfeldkanone L/35 M. I (Rh)
Das Geschützrohr war ein Mantelrohr, ähnlich der 7,7-cm-Feldkanone 96 n. A. Hier wurde jedoch das Geschützrohr von 27 Kaliberlängen auf 35 verlängert. Der Rohrrücklauf entsprach im allgemeinen der 10,5-cm-leichte Feldhaubitze 98/09. Hier wurden die Durchflussquerschnitte im Bremszylinder und die Vorholfedern der neuen Leistung der Feldkanone angepasst und verstärkt worden. Die Schildzapfen an der Rohrwiege wurden ebenfalls ein wenig nach hinten versetzt. Die Visiereinrichtung glich ebenfalls der leichten Feldhaubitze.
Die Lafette entsprach im Wesentlichen der der 10,5-cm-leichte Feldhaubitze 98/09. Bei der Versuchsfeldkanone wurden jedoch die Unterlafetten und Ausgleichsfedern verstärkt. An der linken Seite der Unterlafette war eine Patronenhülsenabzugsmaschine anbracht. Diese konnte das Geschoss und die Hülse trennen und eine zweite Ladung entfernen zu können. Dies war dann erforderlich, wenn mit einer kleinen Ladung geschossen werden sollte. Zusätzlich verfügte das Geschütz über einen Schild, um die Besatzung vor leichten Beschuss und Schrapnellen zu schützen. Dieser war mit einem abnehmbaren oberen Teil ausgestattet. In der Höhe konnte das Geschütz zwischen −10 und +40 Winkelgrad gerichtet werden. Zu den beiden Seiten war es maximal bis zu 2 Winkelgrad möglich, bevor man das gesamte Geschütz drehen musste.
Um das Geschütz auf unebenem oder schlammigen Untergrund gerade bedienen zu können, wurden Radunterlagen mitgeführt. Damit konnten die Räder ausgerichtet und auf einem festen Untergrund aufgestellt werden. Die verwendete Munition wurde von Rheinmetall speziell gefertigt. Die Granaten bestanden aus Stahl und waren mit einer 280 g großen Sprengladung gefüllt. Ein oben aufgesetzter Rauchentwickler, mit einem Inhalt von 63 g Rauchmittel, sollte die Beobachtungsfähigkeit erhöhen. Sobald das Geschoss eine bestimmte Zeit flog, löste der Rauchentwickler aus und die Bedienmannschaft konnte die Flugbahn folgen und den Einschlagpunkt der Granate einsehen. Neben dieser Granate gab es noch eine Schrapnellgranate mit 266 Kugeln mit einem Gewicht von je 10 g. Beide Granaten wogen 6,85 kg und konnten bei einer Mündungsgeschwindigkeit von 648 m/s bis zu 11,2 km weit geschossen werden.

### 7,7-cm-Versuchsfeldkanone L/35 M. II (Rh)
Kurz vor dem Ende des Krieges stellte Rheinmetall vier 7,7-cm-Versuchsfeldkanone L/35 M. II (Rh) her. Zwei davon hatten ein Vollrohr mit einem einfachen Verschluss und einem Luftvorholer. Die beiden anderen waren zusammengesetzte Geschütze mit einem halbselbsttätigen Verschluss und einem Federvorholer.
Bei den beiden Geschütze mit dem Vollrohr hatten einen Rechtsdrall und 32 Züge und Felder. Der Verschluss war ein waagerechter Schubkurbelverschluss mit Wiederspannabzug und einer Sicherung gegen unbeabsichtigtes Öffnen oder Abfeuern. Bei den beiden anderen Geschützen hatte das Geschützrohr ein aufgeschraubtes Bodenstück. Der Verschluss war identisch mit den beiden anderen Geschützen.
Die Lafette war bei allen Geschützen gleich, mit Ausnahme der Rohrwiege, sowie der Rück- und Vorlaufeinrichtung. Die Visierung war unabhängig und das seitliche Richten fand auf der Geschützachse statt. Die Lafettenwände waren Achsführungsrohr, dem Lafettenkasten, der Protzöse und mehreren Blechen miteinander verbunden. Die Räder an der gekröpften Achse waren doppelt bereift. Der Geschützschild bestand aus zwei Teilen, dem inneren Schild an der Lafette und dem äußeren Schild, welcher an der Achse befestigt war. Der obere Teil des Schildes konnte abgeklappt werden.
Bei den ersten beiden Geschützen mit Luftvorholer war die Rücklaufbremse veränderlich und verringerte sich automatisch, je nach Erhöhung des Geschützrohres. Die beiden anderen Geschütze hatten einen Federvorholer, welcher ebenfalls einen veränderlichen Rücklauf ermöglichte.#
Um das Vordergewicht des Geschützrohres mit Rohrwiege aufzufangen, verfügten alle Geschütze über zwei Ausgleicher. Das seitliche Richten wurde durch das Verschieben der Lafette auf der Radachse durchgeführt und einen Schneckenantrieb durchgeführt.
Die auf dem Übungsplatz getestete Munition war eine von Rheinmetall hergestellte Sondermunition. Dazu zählten eine Schrapnellgranate mit Doppelzünder und einem Gewicht von 6,85 kg, eine normale Granate mit 630 g Sprengstoff und 6,85 kg Gewicht und eine C-Geschoss mit 560 g Sprengstoff und einem Gewicht von 5,89 kg.

### 7,7-cm-Versuchsfeldkanone L/35 (Kp)
Die Versuchskanone von Krupp bestand aus einem Vollrohr mit 24 Zügen und einem aufgeschraubten Bodenstück. Der Verschluss war ein halbselbsttätiger Schubkurbelverschluss und konnte von rechts, wie von links abgefeuert werden. Auch ermöglichte dieser Verschluss eine recht hohe Feuergeschwindigkeit von bis zu 30 Schuss in der Minute. Das Vordergewicht des Geschützurohres wurde durch einen Federausgleicher aufgehoben. Der Rohrücklauf konnte in seiner Länge eingestellt werden und verkürzte sich mit zunehmender Erhöhung des Geschützrohres ab 10 Winkelgrad automatisch. Die Rücklaufbremse war eine hydraulische Bremse. Um das Geschützrohr wieder in seine Ausgangsposition zurück zu führen, wurden zwei Versuchsgeschütze mit einem Luftvorholer, zwei mit Federvorholer ausgerüstet.
Die Lafette war eine Wandlafette mit einer hohlen, gekröpften Achse und bestand aus einer Ober- und Unterlafette. Die Oberlafette bestand aus der Rohrwiege und dem Geschützrohr. Mittels einer Seitenrichtmaschine wurde die Oberlafette seitlich geschwenkt. Zu jeder Seite konnte sie um bis zu 3 Winkelgrad gedreht werden. Die Höhenrichtmaschine bestand aus einem Planetengetriebe und zwei weiteren, voneinander unabhängig arbeitenden Antrieben. Der Verschlusswart bediente hierbei den rechten und stellte damit die Schussentfernung ein. Der Richtkanonier bediente den linken Antrieb und stellte den Schusswinkel ein.
Die Unterlafette hatten eine einklappbaren Sporn und einen Felssporn. Um die Besatzung von Beschuss zu schützen, verfügte das Geschütz über einen Schild. Dieser war 4 mm dick und bestand aus einem Hauptschild und einen aufsteckbaren Oberschild. Der Ausschnitt für Geschützrohr und Ro9hrwiege war durch eine Schutzhaube abgedeckt.
Die Visiereinrichtung bestand aus einer unabhängigen Visierlinie mit einer Gradeinteilung zwischen 0 und 45 Winkelgrad und einer Metereinteilung zwischen 0 und 11.800 m. Das Geschütz selber konnte zwischen −8 und + 50 Winkelgrad in der Höhe gerichtet werden. Für die Bekämpfung von Luftzielen verfügte das Geschütz über einen besonderen Richtkreis mit Zielfernrohr. Für den Transport konnten Rohrwiege und Geschützrohr festgestellt werden. Auf dem Hinterwagen des Radbahnwagen wurde eine Radbahn mitgeführt. Damit konnte das Geschütz auf schlechtem oder schlammigen Untergrund gerade hingestellt und gedreht werden.
Die verwendete Munition wurde von Krupp hergestellt. Sie bestand aus einer Schrapnellgranate mit 230 Stahlkugeln und Doppelzünder und einem Gewicht von 6,5 kg. Die normalen Granaten waren mit 680 g Sprengstoff gefüllt und wogen 6,8 kg. Bei einer Mündungsgeschwindigkeit von 570 m/s konnten die  Granaten bis zu 12 km weit geschossen werden. Bei einer Mündungsgeschwindigkeit von 650 m/s flogen dir Granaten bis zu 11 km weit.

## Einsatz

### 7,7-cm-Versuchsfeldkanone L/35 M. I (Rh)
Zum Einsatz kamen die vier Geschütze beim Versuchsfeldartillerie-Regiment 287 an der Westfront. Sie wurden bei der Schlacht an der Marne und im darauf folgenden Stellungskrieg in diesem Bereich eingesetzt. Man stellte jedoch sehr schnell fest, dass das Geschütz für schnelle Bewegungen und herstellen der Feuerbereitschaft zu schwer war. Dennoch war die Fronterprobung erfolgreich und die Ergebnisse flossen später in die moderne 7,7-cm-Versuchsfeldkanone L/35 M. II (Rh) ein.
Die Wirkung der Granaten im Ziel mit ein Sprengladung von 280 g war nicht ausreichend. Auch hatte die Idee mit der Patronenhülsenabzugsmaschine komplett versagt. Das Abziehen der Geschosse gelang erst nach mehrmaligen starken Rucken und das Verfahren war zeitaufwendig und damit nicht für den Einsatz an der Front geeignet. Aus diesem Grund ging man in zu getrennter Munition über und verkürzte die vorhandenen Hülsen. Weiterhin stellte man fest, dass bis auf 3 km die Zündersteuerung normal war, alles darüber hinaus wurde ungenau. Die ballistischen Leistungen hingegen waren sehr gut.
Während des gesamten Einsatz und der Erprobung kam es zu keinerlei Beschädigungen an den Geschützen. Die Haltbarkeit und Standfestigkeit wurde von den Bedienmannschaften als sehr zweckmäßig und gut befunden. Insgesamt hatten die vier Geschütze an vier Gefechten teilgenommen und 30.345 Schüsse abgegeben. Nach 1½ Jahren Fronteinsatz wurden die Geschütze zur Begutachtung und Instandsetzung wieder abgezogen.

### 7,7-cm-Versuchsfeldkanone L/35 M. II (Rh)
Das Ziel der unterschiedlichen Bauweisen der Geschütze war es, diese zeitgleich und direkt zu testen. Die vier 7,7-cm-Versuchsfeldkanonen L/35 M. II (Rh) kamen durch das Ende des Krieges jedoch nicht mehr zum Einsatz. Sie wurden lediglich bei Testschüssen auf einem Schießgelände erprobt. Eine Weiterentwicklung fand nicht mehr statt, da die Ententekommission die Geschütze zerstören ließ.

### 7,7-cm-Versuchsfeldkanone L/35 (Kp)
Die vier Versuchsfeldkanonen von Krupp kam im Frühjahr 1918 zum Einsatz an der Front. Sie wurde bei der 6. Batterie des Versuchsfeldartillerie-Regiment 287 an der Westfront eingesetzt.
Die Bedienmannschaften wurde die hohe Feuergeschwindigkeit und die gute Einrichtung zur Fliegerbekämpfung gelobt. Mit der Zeit traten bei den Erprobungsgeschützen allerdings einige Mängel auf. So wurde mit dem Vorholen des Geschützrohres mit der Zeit der Verschluss nicht mehr gleichzeitig geöffnet. Dies war auf die Dauerbeanspruchung der Vorholfeder zurückzuführen, da sie nicht kräftig genug gebaut war. Mit der Zeit ließen auch die Luftvorholer nach. Dies war aufgrund der mangelnden Instandsetzung seitens der Waffenmeister zurückzuführen oder auf das Fehlen von Ersatzteilen.
Aufgrund des Ende des Krieges wurden weitere Versuche mit den Geschützen unterbrochen, welche bis zum Ende im Einsatz bleiben.